# ピアノ五重奏曲 (シューベルト)
ピアノ五重奏曲 イ長調 作品114, D 667 は、フランツ・シューベルトが1819年に作曲したピアノ五重奏曲。シューベルトの作品の中でも有名なもののひとつであり、第4楽章が自身の歌曲『鱒』（作品32, D 550）の旋律による変奏曲であるために『鱒』（ます、独: Die Forelle）という愛称で親しまれている。

## 概要
本作はシューベルトが22歳の時に作曲され、まだ若々しく希望と幸福にあふれていた時期の名作として知られる。また、ベートーヴェンがこの曲の譜面を見てその天才性に驚いたという逸話が残っている。
作曲を依頼したのは、裕福な鉱山技師で木管楽器とチェロの愛好家であったジルヴェスター・パウムガルトナー（Silvester Paumgartner）である。シューベルトが依頼を受けたのは1819年7月、29歳年上の友人で歌手のヨハン・ミヒャエル・フォーグルとともに北オーストリアのシュタイアー地方を旅行で訪れた際のことであった（フォーグルは、後に歌曲集『冬の旅』（作品89, D 911）を初演した名歌手として知られる）。また、コントラバスを加えた編成にすることと、歌曲『鱒』の旋律に基づく変奏曲を加えることは、このパウムガルトナーからの依頼であったという。現在では自筆譜は紛失しており、上記の作曲の過程については友人のアルベルト・シュタートラー（Albert Stadler）の回想録と筆写譜などによる推測が主である。
初演の時期は不明であり、またシューベルトの他の作品の例に洩れず、この作品もシューベルトの生前には出版することが出来ず、楽譜はシューベルトが亡くなった翌年の1829年に出版された。

## 楽器編成
通常のピアノ五重奏の編成であるピアノ1台と弦楽四重奏（ヴァイオリン2、ヴィオラ1、チェロ1）とは異なり、本作ではヴァイオリンを1人にする代わりに、低音を担当するコントラバスを追加するという編成が採られている。同じ編成によるピアノ五重奏曲はフンメルも2曲作曲しており、本作は実際にはフンメルの作品を演奏する楽団のために書かれた。作曲時期から考えると、シューベルトが参考にしたのはフンメルの『ピアノ五重奏曲 変ホ短調』（作品87、1822年出版）ではなく、『七重奏曲 ニ短調』（作品74、編成：ピアノ、フルート、オーボエ、ホルン、ヴィオラ、チェロ、コントラバス）のピアノ五重奏版（原曲と共に1816年頃出版）だと考えられている。

## 曲の構成
全5楽章、演奏時間は約40分。全曲を通して、ピアノパートは高音域での両手のオクターヴによるユニゾンが多く、特に第4楽章の第3変奏などは現代のピアノでは弾きにくい。そのため、シューベルトがピアノの書法を高度に精通していなかった例として歌曲『魔王』（作品1, D 328）の伴奏などと共に引き合いに出されることがあるが、当時のピアノは現代のピアノとは異なり、ウィーン式のシングルアクションであったため鍵盤は軽く浅く、オクターヴのグリッサンドもより容易であった。また、音量は現代のピアノよりも小さいものの、相対的な強弱の幅は十二分にあった（弱音の幅が非常に広い）。シューベルトは同時期に作曲された可能性がある『ピアノソナタ第13番 イ長調』（作品120, D 664）に於いても、オクターヴの音形を効果的に用いている他、シューベルトと同時代を生きたクレメンティやツェルニーが作曲した作品にも同程度の難しさを要求するものもあるため、決してシューベルトの作品だけが奇抜な難易度を誇っているわけではない。
- 第1楽章 アレグロ・ヴィヴァーチェ
イ長調、4分の4拍子、ソナタ形式。
（第1主題）
第1～50小節までが第1主題の提示とその小展開であり、第1主題はヴァイオリンの弱奏でゆったりと現れるが、この第1主題に対して終始現れる3連符で上昇する分散和音の音型が曲中で重要な役割を果たしている。第51～84小節までが経過部であり、下属調の主題の繰り返しをわずかに変えて、第2主題への推移を不要にした。
（第2主題）
第85小節からの第2主題はまずピアノで現れ、ヴァイオリンで反復される。しかしこれは長くは続かず、第100小節あたりから小結尾となる。小結尾の材料は新しい旋律だが、第1主題と第2主題の断片を含む。
第147小節から展開部となり、はじめは第1主題を基に展開されていくが、ここでは前述の3連符による上昇する音型も活躍する。
第210小節からは再現部で、通常であれば第1主題も第2主題も主調で登場するはずであるが、この曲では第1主題が下属調であるニ長調で再現され、第2主題が主調で終結するという珍しい方法が採られている。

- 第2楽章 アンダンテ
ヘ長調、4分の3拍子、二部形式。
この楽章は、特徴的な3つの旋律を連結しただけのシンプルな構成であるが、その調性の配置の仕方がシューベルトならではの独特な手法で面白く、前半部分（A）は第1旋律（第1小節～）がヘ長調、第2旋律（第24小節～）が嬰ヘ短調、第3旋律（第36小節～）がニ長調であり、続く後半部分（B）の第1旋律（第61小節～）が変イ長調、第2旋律（第84小節～）がイ短調、そして最後の第3旋律（第96小節～）でヘ長調に回帰する（すなわち、Bの第3旋律でヘ長調に戻る必要があるためにBの第1旋律を変イ長調にしており、ニ長調から変イ長調へと転調が強行されている）。

- 第3楽章 スケルツォ：プレスト - トリオ
イ長調（トリオはニ長調）、4分の3拍子、複合三部形式。
明るく軽快な第1旋律と、対照な第2旋律がカノン風に扱われている。

- 第4楽章 主題と変奏：アンダンティーノ - アレグレット
ニ長調、4分の2拍子、変奏曲形式。
（主題）
全曲中もっとも有名な楽章であり、前述の通り、自身の歌曲『鱒』に基づく変奏曲である（原曲が変ニ長調であったのに対し、ここでは弦楽器の響きを重視するためにニ長調となっている）。弦楽器のみにより主題が提示された後、6つの変奏が続き、第4変奏はニ短調、第5変奏は変ロ長調になる。第6変奏（明示はされていない）はコーダを兼ねており、ここでは原曲の歌曲に出てくる伴奏の音型も登場する。
シューベルトはこの作品の後にも、自身が過去に作曲した他の作品の旋律を度々引用しており（代表的なものでは『弦楽四重奏曲第13番 イ短調《ロザムンデ》』（作品29, D 804）、『第14番 ニ短調《死と乙女》』（D 810）、『さすらい人幻想曲』（作品15, D 760）など）、これはそうした自作の引用のはしりとなった作品でもある。

- 第5楽章 フィナーレ：アレグロ・ジュスト
イ長調、4分の2拍子、自由なソナタ形式。
ロシア民謡風の簡単な主題でまとめられており、この主題の引き延ばされた一部分がさらに発展し、あたかも第2主題のように扱われる（第66小節～）。また、最後のところでは第1楽章冒頭で登場した3連符の上昇する音型が現れ、曲全体の雰囲気を統一して曲が終わる。

## 使用例
第4楽章が特に有名であるため、現在でも様々なメディアで使用されている。
- かつてJR東日本常磐線のいわき1・2番線で発車メロディに使用されていた。
- かつては、九州朝日放送テレビのオープニングでも使用した。
- テレビ朝日で2011年から2017年まで放送されていた『マツコ&有吉の怒り新党』内のコーナー「新・3大〇〇調査会」にて使用されていた。
- NHK Eテレで放送されたテレビアニメ『クラシカロイド』第1シリーズの第13話「ます」にて、登場人物のシューベルトが出すムジークとして使用された。